# Hilda Stevenson-Delhomme
Hilda Stevenson-Delhomme CBE (nhũ danh Stevenson; 8 tháng 3 năm 1912 – 4 tháng 1 năm 2001) là một chính trị gia và bác sĩ người Seychelles. Bà là nữ chính trị gia đầu tiên của Seychelles.

## Giáo dục và những năm đầu
Sinh ra là Marie Hilda Stevenson vào ngày 8 tháng 3 năm 1912, bà là con gái duy nhất của Ti Jean Stevenson Amelia Stevenson. Bà bắt đầu các chương trình giáo dục tại Convents ở Victoria, Seychelles và Ayrshire, Scotland. Bà đã lấy được tấm bằng đầu tiên tại Cao đẳng Skerry trước khi tiếp tục học ngành y. Bà đã giành được bằng cấp từ Đại học Phẫu thuật Hoàng gia ở Edinburgh, Đại học Bác sĩ Hoàng gia và Đại học Phẫu thuật Hoàng gia.

## Nghề nghiệp
Năm 1939, Stevenson-Delhomme trở lại Seychelles, nơi bà hành nghề y cho đến năm 1944 khi bà trở lại Scotland để tiếp tục học tập. Trong Thế chiến II, bà đã tích cực trong các dịch vụ cấp cứu tại một số bệnh viện ở Scotland. Sau khi trở về Seychelles để chăm sóc mẹ bà ốm yếu, bà đã hành nghề y một cách riêng tư.
Năm 1948, bà được bầu làm một trong những thành viên của Hội đồng Lập pháp. Năm 1952, Stevenson-Delhomme là công cụ trong cuộc chiến chống lại bệnh lao bằng cách thành lập Chương trình Quỹ Lao để hỗ trợ những người mắc bệnh xuất viện. Năm 1954, bà trở thành nhân viên y tế của Hội Chữ thập đỏ ở Seychelles. Bà trở thành nữ nghị sĩ đầu tiên của Seychelles sau khi được bổ nhiệm làm đại biểu Quốc hội năm 1967 sau khi thành lập đảng chính trị không còn tồn tại của mình "Parti Seselwa" vào năm 1964.

## Tử vong
Bà mất vào ngày 4 tháng 1 năm 2001 tại Pháp, ở tuổi 88.

## Công nhận
- Chỉ huy xuất sắc nhất của Huân chương Đế quốc Anh
- Phục vụ các nữ tu của Dòng St John của Jerusalem [5]

## Di sản
Để ghi nhận những đóng góp của bà cho nền chính trị và sức khỏe ở Seychelles, Đường Stevenson-Delhomme ở Saint Louis, Seychelles được đặt theo tên bà.